# Eleições legislativas portuguesas de 1976 no distrito de Santarém
| Eleições legislativas portuguesas de 1976 Distritos: Aveiro \| Beja \| Braga \| Bragança \| Castelo Branco \| Coimbra \| Évora \| Faro \| Guarda \| Leiria \| Lisboa \| Portalegre \| Porto \| Santarém \| Setúbal \| Viana do Castelo \| Vila Real \| Viseu \| Açores \| Madeira \| Estrangeiro |

## Resultados por Concelho
Os resultados nos concelhos do Distrito de Santarém foram os seguintes:

### Abrantes
| Partido                 | Partido                     | Votos  | %               |
| ----------------------- | --------------------------- | ------ | --------------- |
|                         | Partido Socialista          | 13 631 | 47,55 / 100,00  |
|                         | Partido Popular Democrático | 4 019  | 14,02 / 100,00  |
|                         | Partido Comunista Português | 3 868  | 13,49 / 100,00  |
|                         | Centro Democrático e Social | 2 872  | 10,02 / 100,00  |
|                         | União Democrática Popular   | 799    | 2,79 / 100,00   |
|                         | Frente Socialista Popular   | 426    | 1,49 / 100,00   |
|                         | Outros                      | 1 213  | 4,24 / 100,00   |
| Votos Inválidos         | Votos Inválidos             | 1 840  | 6,42 / 100,00   |
| Total                   | Total                       | 28 668 | 100,00 / 100,00 |
| Eleitorado/Participação | Eleitorado/Participação     | 36 064 | 79,49 / 100,00  |

### Alcanena
| Partido                 | Partido                     | Votos  | %               |
| ----------------------- | --------------------------- | ------ | --------------- |
|                         | Partido Socialista          | 3 290  | 37,96 / 100,00  |
|                         | Partido Popular Democrático | 1 812  | 20,91 / 100,00  |
|                         | Centro Democrático e Social | 1 485  | 17,13 / 100,00  |
|                         | Partido Comunista Português | 1 259  | 14,53 / 100,00  |
|                         | Frente Socialista Popular   | 94     | 1,08 / 100,00   |
|                         | União Democrática Popular   | 89     | 1,03 / 100,00   |
|                         | Outros                      | 258    | 2,98 / 100,00   |
| Votos Inválidos         | Votos Inválidos             | 380    | 4,38 / 100,00   |
| Total                   | Total                       | 8 667  | 100,00 / 100,00 |
| Eleitorado/Participação | Eleitorado/Participação     | 10 014 | 86,55 / 100,00  |

### Almeirim
| Partido                 | Partido                     | Votos  | %               |
| ----------------------- | --------------------------- | ------ | --------------- |
|                         | Partido Socialista          | 5 768  | 43,98 / 100,00  |
|                         | Partido Comunista Português | 2 970  | 22,65 / 100,00  |
|                         | Partido Popular Democrático | 1 908  | 14,55 / 100,00  |
|                         | Centro Democrático e Social | 1 067  | 8,14 / 100,00   |
|                         | Outros                      | 599    | 4,57 / 100,00   |
| Votos Inválidos         | Votos Inválidos             | 803    | 6,12 / 100,00   |
| Total                   | Total                       | 13 115 | 100,00 / 100,00 |
| Eleitorado/Participação | Eleitorado/Participação     | 14 690 | 89,28 / 100,00  |

### Alpiarça
| Partido                 | Partido                          | Votos | %               |
| ----------------------- | -------------------------------- | ----- | --------------- |
|                         | Partido Comunista Português      | 3 236 | 59,82 / 100,00  |
|                         | Partido Socialista               | 1 066 | 19,70 / 100,00  |
|                         | Partido Popular Democrático      | 376   | 6,95 / 100,00   |
|                         | Centro Democrático e Social      | 181   | 3,35 / 100,00   |
|                         | União Democrática Popular        | 113   | 2,09 / 100,00   |
|                         | Movimento de Esquerda Socialista | 59    | 1,09 / 100,00   |
|                         | Outros                           | 148   | 2,74 / 100,00   |
| Votos Inválidos         | Votos Inválidos                  | 231   | 4,27 / 100,00   |
| Total                   | Total                            | 5 410 | 100,00 / 100,00 |
| Eleitorado/Participação | Eleitorado/Participação          | 6 235 | 86,77 / 100,00  |

### Benavente
| Partido                 | Partido                     | Votos  | %               |
| ----------------------- | --------------------------- | ------ | --------------- |
|                         | Partido Comunista Português | 3 625  | 38,55 / 100,00  |
|                         | Partido Socialista          | 3 498  | 37,20 / 100,00  |
|                         | Partido Popular Democrático | 978    | 10,40 / 100,00  |
|                         | Centro Democrático e Social | 427    | 4,54 / 100,00   |
|                         | Outros                      | 422    | 4,49 / 100,00   |
| Votos Inválidos         | Votos Inválidos             | 453    | 4,82 / 100,00   |
| Total                   | Total                       | 9 403  | 100,00 / 100,00 |
| Eleitorado/Participação | Eleitorado/Participação     | 10 682 | 88,03 / 100,00  |

### Cartaxo
| Partido                 | Partido                     | Votos  | %               |
| ----------------------- | --------------------------- | ------ | --------------- |
|                         | Partido Socialista          | 6 489  | 48,68 / 100,00  |
|                         | Partido Comunista Português | 2 516  | 18,87 / 100,00  |
|                         | Partido Popular Democrático | 1 689  | 12,67 / 100,00  |
|                         | Centro Democrático e Social | 909    | 6,82 / 100,00   |
|                         | União Democrática Popular   | 190    | 1,43 / 100,00   |
|                         | Frente Socialista Popular   | 162    | 1,22 / 100,00   |
|                         | MRPP                        | 150    | 1,13 / 100,00   |
|                         | Outros                      | 387    | 2,91 / 100,00   |
| Votos Inválidos         | Votos Inválidos             | 838    | 6,29 / 100,00   |
| Total                   | Total                       | 13 330 | 100,00 / 100,00 |
| Eleitorado/Participação | Eleitorado/Participação     | 15 524 | 85,87 / 100,00  |

### Chamusca
| Partido                 | Partido                     | Votos  | %               |
| ----------------------- | --------------------------- | ------ | --------------- |
|                         | Partido Socialista          | 3 590  | 41,38 / 100,00  |
|                         | Partido Comunista Português | 2 176  | 25,08 / 100,00  |
|                         | Centro Democrático e Social | 890    | 10,26 / 100,00  |
|                         | Partido Popular Democrático | 855    | 9,85 / 100,00   |
|                         | Frente Socialista Popular   | 133    | 1,53 / 100,00   |
|                         | União Democrática Popular   | 115    | 1,33 / 100,00   |
|                         | Outros                      | 398    | 4,59 / 100,00   |
| Votos Inválidos         | Votos Inválidos             | 519    | 5,99 / 100,00   |
| Total                   | Total                       | 8 676  | 100,00 / 100,00 |
| Eleitorado/Participação | Eleitorado/Participação     | 10 033 | 86,47 / 100,00  |

### Constância
| Partido                 | Partido                     | Votos | %               |
| ----------------------- | --------------------------- | ----- | --------------- |
|                         | Partido Socialista          | 1 592 | 55,59 / 100,00  |
|                         | Partido Popular Democrático | 321   | 11,21 / 100,00  |
|                         | Partido Comunista Português | 314   | 10,96 / 100,00  |
|                         | Centro Democrático e Social | 213   | 7,44 / 100,00   |
|                         | União Democrática Popular   | 72    | 2,51 / 100,00   |
|                         | Frente Socialista Popular   | 34    | 1,19 / 100,00   |
|                         | MRPP                        | 30    | 1,05 / 100,00   |
|                         | Outros                      | 80    | 2,78 / 100,00   |
| Votos Inválidos         | Votos Inválidos             | 208   | 7,26 / 100,00   |
| Total                   | Total                       | 2 864 | 100,00 / 100,00 |
| Eleitorado/Participação | Eleitorado/Participação     | 4 922 | 58,19 / 100,00  |

### Coruche
| Partido                 | Partido                     | Votos  | %               |
| ----------------------- | --------------------------- | ------ | --------------- |
|                         | Partido Comunista Português | 7 352  | 44,21 / 100,00  |
|                         | Partido Socialista          | 4 887  | 29,39 / 100,00  |
|                         | Partido Popular Democrático | 1 812  | 10,90 / 100,00  |
|                         | Centro Democrático e Social | 1 093  | 6,57 / 100,00   |
|                         | Frente Socialista Popular   | 193    | 1,16 / 100,00   |
|                         | Outros                      | 652    | 3,91 / 100,00   |
| Votos Inválidos         | Votos Inválidos             | 641    | 3,85 / 100,00   |
| Total                   | Total                       | 16 630 | 100,00 / 100,00 |
| Eleitorado/Participação | Eleitorado/Participação     | 19 296 | 86,18 / 100,00  |

### Entroncamento
| Partido                 | Partido                     | Votos | %               |
| ----------------------- | --------------------------- | ----- | --------------- |
|                         | Partido Socialista          | 3 439 | 51,93 / 100,00  |
|                         | Partido Comunista Português | 956   | 14,43 / 100,00  |
|                         | Partido Popular Democrático | 855   | 12,91 / 100,00  |
|                         | Centro Democrático e Social | 573   | 8,65 / 100,00   |
|                         | União Democrática Popular   | 194   | 2,93 / 100,00   |
|                         | MRPP                        | 117   | 1,77 / 100,00   |
|                         | Outros                      | 226   | 3,42 / 100,00   |
| Votos Inválidos         | Votos Inválidos             | 263   | 3,97 / 100,00   |
| Total                   | Total                       | 6 623 | 100,00 / 100,00 |
| Eleitorado/Participação | Eleitorado/Participação     | 8 101 | 81,76 / 100,00  |

### Ferreira do Zêzere
| Partido                 | Partido                      | Votos | %               |
| ----------------------- | ---------------------------- | ----- | --------------- |
|                         | Partido Popular Democrático  | 2 320 | 34,66 / 100,00  |
|                         | Partido Socialista           | 1 643 | 24,54 / 100,00  |
|                         | Centro Democrático e Social  | 1 513 | 22,60 / 100,00  |
|                         | Partido Comunista Português  | 113   | 1,69 / 100,00   |
|                         | Partido da Democracia Cristã | 111   | 1,66 / 100,00   |
|                         | Outros                       | 313   | 4,68 / 100,00   |
| Votos Inválidos         | Votos Inválidos              | 681   | 10,17 / 100,00  |
| Total                   | Total                        | 6 694 | 100,00 / 100,00 |
| Eleitorado/Participação | Eleitorado/Participação      | 8 883 | 75,36 / 100,00  |

### Golegã
| Partido                 | Partido                     | Votos | %               |
| ----------------------- | --------------------------- | ----- | --------------- |
|                         | Partido Socialista          | 1 449 | 38,16 / 100,00  |
|                         | Partido Comunista Português | 1 055 | 27,79 / 100,00  |
|                         | Partido Popular Democrático | 405   | 10,67 / 100,00  |
|                         | Centro Democrático e Social | 360   | 9,48 / 100,00   |
|                         | MRPP                        | 103   | 2,71 / 100,00   |
|                         | Frente Socialista Popular   | 43    | 1,13 / 100,00   |
|                         | Outros                      | 146   | 3,85 / 100,00   |
| Votos Inválidos         | Votos Inválidos             | 236   | 6,22 / 100,00   |
| Total                   | Total                       | 3 797 | 100,00 / 100,00 |
| Eleitorado/Participação | Eleitorado/Participação     | 4 188 | 90,66 / 100,00  |

### Mação
| Partido                 | Partido                      | Votos  | %               |
| ----------------------- | ---------------------------- | ------ | --------------- |
|                         | Partido Socialista           | 2 457  | 29,66 / 100,00  |
|                         | Partido Popular Democrático  | 2 328  | 28,11 / 100,00  |
|                         | Centro Democrático e Social  | 1 940  | 23,42 / 100,00  |
|                         | Partido Comunista Português  | 316    | 3,82 / 100,00   |
|                         | União Democrática Popular    | 189    | 2,28 / 100,00   |
|                         | Frente Socialista Popular    | 95     | 1,15 / 100,00   |
|                         | Partido da Democracia Cristã | 85     | 1,03 / 100,00   |
|                         | Outros                       | 289    | 3,48 / 100,00   |
| Votos Inválidos         | Votos Inválidos              | 584    | 7,05 / 100,00   |
| Total                   | Total                        | 8 283  | 100,00 / 100,00 |
| Eleitorado/Participação | Eleitorado/Participação      | 10 278 | 80,59 / 100,00  |

### Ourém
| Partido                 | Partido                     | Votos  | %               |
| ----------------------- | --------------------------- | ------ | --------------- |
|                         | Centro Democrático e Social | 8 918  | 40,73 / 100,00  |
|                         | Partido Popular Democrático | 7 922  | 36,18 / 100,00  |
|                         | Partido Socialista          | 2 935  | 13,41 / 100,00  |
|                         | União Democrática Popular   | 239    | 1,09 / 100,00   |
|                         | Outros                      | 936    | 4,27 / 100,00   |
| Votos Inválidos         | Votos Inválidos             | 944    | 4,32 / 100,00   |
| Total                   | Total                       | 21 894 | 100,00 / 100,00 |
| Eleitorado/Participação | Eleitorado/Participação     | 27 228 | 80,41 / 100,00  |

### Rio Maior
| Partido                 | Partido                     | Votos  | %               |
| ----------------------- | --------------------------- | ------ | --------------- |
|                         | Partido Popular Democrático | 4 804  | 40,77 / 100,00  |
|                         | Partido Socialista          | 3 561  | 30,22 / 100,00  |
|                         | Centro Democrático e Social | 2 026  | 17,19 / 100,00  |
|                         | Partido Comunista Português | 379    | 3,22 / 100,00   |
|                         | Partido Popular Monárquico  | 177    | 1,50 / 100,00   |
|                         | Outros                      | 494    | 4,19 / 100,00   |
| Votos Inválidos         | Votos Inválidos             | 342    | 2,90 / 100,00   |
| Total                   | Total                       | 11 783 | 100,00 / 100,00 |
| Eleitorado/Participação | Eleitorado/Participação     | 13 876 | 84,92 / 100,00  |

### Salvaterra de Magos
| Partido                 | Partido                     | Votos  | %               |
| ----------------------- | --------------------------- | ------ | --------------- |
|                         | Partido Socialista          | 5 589  | 50,43 / 100,00  |
|                         | Partido Comunista Português | 2 296  | 20,72 / 100,00  |
|                         | Partido Popular Democrático | 1 196  | 10,79 / 100,00  |
|                         | Centro Democrático e Social | 278    | 2,51 / 100,00   |
|                         | Frente Socialista Popular   | 119    | 1,07 / 100,00   |
|                         | Outros                      | 360    | 3,24 / 100,00   |
| Votos Inválidos         | Votos Inválidos             | 1 245  | 11,23 / 100,00  |
| Total                   | Total                       | 11 083 | 100,00 / 100,00 |
| Eleitorado/Participação | Eleitorado/Participação     | 12 387 | 89,47 / 100,00  |

### Santarém
| Partido                 | Partido                     | Votos  | %               |
| ----------------------- | --------------------------- | ------ | --------------- |
|                         | Partido Socialista          | 16 957 | 42,89 / 100,00  |
|                         | Partido Popular Democrático | 7 975  | 20,17 / 100,00  |
|                         | Partido Comunista Português | 5 803  | 14,68 / 100,00  |
|                         | Centro Democrático e Social | 4 503  | 11,39 / 100,00  |
|                         | União Democrática Popular   | 633    | 1,60 / 100,00   |
|                         | Frente Socialista Popular   | 431    | 1,09 / 100,00   |
|                         | Outros                      | 1 351  | 3,42 / 100,00   |
| Votos Inválidos         | Votos Inválidos             | 1 886  | 4,77 / 100,00   |
| Total                   | Total                       | 39 539 | 100,00 / 100,00 |
| Eleitorado/Participação | Eleitorado/Participação     | 47 346 | 83,51 / 100,00  |

### Sardoal
| Partido                 | Partido                      | Votos | %               |
| ----------------------- | ---------------------------- | ----- | --------------- |
|                         | Partido Socialista           | 1 098 | 35,14 / 100,00  |
|                         | Centro Democrático e Social  | 847   | 27,10 / 100,00  |
|                         | Partido Popular Democrático  | 595   | 19,04 / 100,00  |
|                         | Partido Comunista Português  | 162   | 5,18 / 100,00   |
|                         | Frente Socialista Popular    | 44    | 1,41 / 100,00   |
|                         | Partido da Democracia Cristã | 44    | 1,41 / 100,00   |
|                         | Outros                       | 123   | 3,95 / 100,00   |
| Votos Inválidos         | Votos Inválidos              | 212   | 6,78 / 100,00   |
| Total                   | Total                        | 3 125 | 100,00 / 100,00 |
| Eleitorado/Participação | Eleitorado/Participação      | 3 730 | 83,78 / 100,00  |

### Tomar
| Partido                 | Partido                      | Votos  | %               |
| ----------------------- | ---------------------------- | ------ | --------------- |
|                         | Partido Socialista           | 9 875  | 37,97 / 100,00  |
|                         | Partido Popular Democrático  | 6 122  | 23,54 / 100,00  |
|                         | Centro Democrático e Social  | 4 405  | 16,94 / 100,00  |
|                         | Partido Comunista Português  | 1 532  | 5,89 / 100,00   |
|                         | União Democrática Popular    | 654    | 2,51 / 100,00   |
|                         | Frente Socialista Popular    | 366    | 1,41 / 100,00   |
|                         | Partido da Democracia Cristã | 286    | 1,10 / 100,00   |
|                         | Outros                       | 949    | 3,65 / 100,00   |
| Votos Inválidos         | Votos Inválidos              | 1 821  | 8,00 / 100,00   |
| Total                   | Total                        | 26 010 | 100,00 / 100,00 |
| Eleitorado/Participação | Eleitorado/Participação      | 32 627 | 79,72 / 100,00  |

### Torres Novas
| Partido                 | Partido                     | Votos  | %               |
| ----------------------- | --------------------------- | ------ | --------------- |
|                         | Partido Socialista          | 8 905  | 40,85 / 100,00  |
|                         | Partido Popular Democrático | 4 167  | 19,11 / 100,00  |
|                         | Partido Comunista Português | 3 011  | 13,81 / 100,00  |
|                         | Centro Democrático e Social | 2 614  | 11,99 / 100,00  |
|                         | União Democrática Popular   | 513    | 2,35 / 100,00   |
|                         | Frente Socialista Popular   | 340    | 1,56 / 100,00   |
|                         | Outros                      | 828    | 3,81 / 100,00   |
| Votos Inválidos         | Votos Inválidos             | 1 422  | 6,52 / 100,00   |
| Total                   | Total                       | 21 800 | 100,00 / 100,00 |
| Eleitorado/Participação | Eleitorado/Participação     | 26 921 | 80,98 / 100,00  |

### Vila Nova de Barquinha
| Partido                 | Partido                     | Votos | %               |
| ----------------------- | --------------------------- | ----- | --------------- |
|                         | Partido Socialista          | 2 688 | 50,12 / 100,00  |
|                         | Partido Popular Democrático | 702   | 13,09 / 100,00  |
|                         | Partido Comunista Português | 681   | 12,70 / 100,00  |
|                         | Centro Democrático e Social | 564   | 10,52 / 100,00  |
|                         | União Democrática Popular   | 109   | 2,03 / 100,00   |
|                         | Frente Socialista Popular   | 67    | 1,25 / 100,00   |
|                         | MRPP                        | 61    | 1,14 / 100,00   |
|                         | Outros                      | 165   | 3,08 / 100,00   |
| Votos Inválidos         | Votos Inválidos             | 326   | 6,08 / 100,00   |
| Total                   | Total                       | 5 363 | 100,00 / 100,00 |
| Eleitorado/Participação | Eleitorado/Participação     | 8 553 | 62,70 / 100,00  |